# 山田登世子
山田 登世子（やまだ とよこ、1946年2月1日 - 2016年8月8日）は、日本のフランス文学者、エッセイスト。愛知淑徳大学名誉教授。

## 略歴
福岡県田川市生まれ。旧姓・青柳（父は弁護士）。
福岡県立西田川高等学校卒、名古屋大学文学部仏文科卒、1974年同大学院博士課程満期退学。1975年愛知淑徳大学専任講師、1979年助教授、1987年教授、1995年現代社会学部教授、メディアプロデュース学部教授。2015年退任、名誉教授。
オノレ・ド・バルザックが専門だが、フランスのファッション、恋愛に関する評論、エッセイで知られ、与謝野晶子について書いたり、小説も書いた。
2016年8月8日、肺癌のため死去。70歳没。夫は経済学者の山田鋭夫。

## 著書
- 『華やぐ男たちのために 性とモードの世紀末』（ポーラ文化研究所、isの本） 1990
- 『娼婦 誘惑のディスクール』（日本文芸社） 1991
- 『メディア都市パリ』（青土社） 1991／ちくま学芸文庫 1995、藤原書店 2018 - 解説工藤庸子
- 『モードの帝国』（筑摩書房） 1992／ちくま学芸文庫 2006
- 『声の銀河系 メディア・女・エロティシズム』（河出書房新社） 1993
- 『有名人の法則』（河出書房新社） 1994
- 『涙のエロス』（作品社） 1995
- 『偏愛的男性論 ついでに現代思想入門』（作品社） 1995
- 『ファッションの技法』（講談社現代新書） 1997
- 『リゾート世紀末 水の記憶の旅』（筑摩書房） 1998
- 『ブランドの世紀』（マガジンハウス） 2000
- 『恍惚』（文藝春秋） 2005 - 小説
- 『晶子とシャネル』（勁草書房） 2006、オンデマンド版 2016
- 『ブランドの条件』（岩波新書） 2006
- 『シャネル 最強ブランドの秘密』（朝日新書） 2008／新版『シャネル その言葉と仕事の秘密』（ちくま文庫） 2021
- 『贅沢の条件』（岩波新書） 2009
- 『誰も知らない印象派 娼婦の美術史』（左右社） 2010
- 『「フランスかぶれ」の誕生 - 「明星」の時代 1900 - 1927』（藤原書店） 2015
- 『モードの誘惑』（藤原書店） 2018 - 未収録論考集成
- 『都市のエクスタシー』（藤原書店） 2018 - 未収録論考集成
- 『女とフィクション』（藤原書店） 2019 - 未収録論考集成
- 『書物のエスプリ』（藤原書店） 2019 - 未収録論考集成（最終巻）

### 編著
- 『バルザックがおもしろい』（鹿島茂共著、藤原書店） 1999
- 『バルザックを読む 1（対談篇）』（鹿島茂共編、藤原書店） 2002
- 『バルザックを読む 2（評論篇）』（鹿島茂共編、藤原書店） 2002
- 『月の別れ 回想の山田登世子』（山田鋭夫編、藤原書店） 2017 - 追悼論集。巻末に著作一覧・年譜

## 翻訳
- 『ダンディの神話』（エミリアン・カラシュス、海出版社） 1980
- 『風俗のパトロジー』（バルザック、新評論） 1982
  - 改題『風俗研究』（藤原書店） 1992、再改題『風俗のパトロジー〈新版〉』2024
- 『神々の黄昏』（エレミール・ブールジュ、中島廣子共訳、白水社） 1985
- 『日常的実践のポイエティーク』（ミシェル・ド・セルトー、国文社） 1987、ちくま学芸文庫 2021
- 『においの歴史 嗅覚と社会的想像力』（アラン・コルバン、鹿島茂共訳）新評論 1988、藤原書店 1990、新装版2024
- 『恐怖』（ジャン・ボードリヤール他、共訳、リブロポート） 1989
- 『文化の政治学』（ミシェル・ド・セルトー、岩波書店） 1990
- 『ニッポン』（ジャン・ボードリヤール、リブロポート） 1990
- 『従妹ベット 好色一代記』（バルザック、「人間喜劇セレクション11・12」藤原書店） 2001
- 『シャネル 人生を語る』（ポール・モラン、中公文庫） 2007、中央公論新社、2024
- 『モーパッサン短篇集』（編訳、ちくま文庫） 2009
- 『ロラン・バルト モード論集』（編訳、ちくま学芸文庫） 2011
- 『処女崇拝の系譜』（アラン・コルバン、小倉孝誠共訳、藤原書店） 2018